# Szenebui
Szenebui ókori egyiptomi pap volt, Ptah főpapja a középbirodalom végén, XII. vagy a XIII. dinasztia idején. Egy sztéléről ismert, amely ma a cambridge-i Fitzwilliam Múzeumban található. A sztélén feleségével, Nubemheb királyi ékszerrel és fiukkal, Ré-Széthhel ábrázolják. Szenebui címei a sztélén: „örökös herceg és nemesember”, „a Mindenek Ura kézművesei vezetőinek legnagyobbja” (Ptah főpapi címének egy változata), „istenének főpapja”, „felolvasópap” és „kinek a templomba jövetelét várják Szopdet felkelése napján”. Ez utóbbi arra utalhat, hogy Ptah főpapjának feladata volt az ókori egyiptomi időszámításban rendkívül fontos szerepet játszó jelenség, a Szíriusz (egyiptomi nevén Szopdet) kelésének megfigyelése.

## Fordítás
- Ez a szócikk részben vagy egészben  a   Senbuy című angol Wikipédia-szócikk ezen változatának fordításán alapul.  Az eredeti cikk szerkesztőit annak laptörténete sorolja fel. Ez a jelzés csupán a megfogalmazás eredetét és a szerzői jogokat jelzi, nem szolgál a cikkben szereplő információk forrásmegjelöléseként.
- Ez a szócikk részben vagy egészben  a   Senebui című német Wikipédia-szócikk ezen változatának fordításán alapul.  Az eredeti cikk szerkesztőit annak laptörténete sorolja fel. Ez a jelzés csupán a megfogalmazás eredetét és a szerzői jogokat jelzi, nem szolgál a cikkben szereplő információk forrásmegjelöléseként.